# Министерство финансов Польши
Министерство финансов Польши администрирует проекты государственного бюджета, имеет дело с налогами, финансированием органов местного самоуправления и вопросами, связанными с государственным долгом.
В области налогообложения, министерство контролирует систему местных и региональных налоговых управлений. Обычная налоговая инспекция называется Urząd skarbowy (сокр. поль.; буквально «Офис казны»), а более высокий уровень администрации называется Izba skarbowa («Казенная палата»). Есть около 400 первых на территории всей страны, и 16 последних, по одному в каждом воеводстве (провинции). В каждом воеводстве есть плюс ко всему ещё один «Офис налоговой инспекции»
Министерство финансов находится рядом с Министерством казны, которое отвечает в основном за управление национально-государственными активами, а также Министерством экономики.